# Irhuleni
Irhuleni (asszír név, Irḫuleni, vagy Urḫiana vagy Uraḫilina, luvi Urḫilina) Hamát uralkodója az i. e. 9. században. Egy közelebbről ismeretlen hamáti ember, Parita fia. Egyike a karkari csata résztvevőinek. A Közel-Kelet rendkívül zavaros, bonyolult időszakában uralkodott. Míg a karkari csatában Asszíria, azaz III. Sulmánu-asarídu ellen harcolt, sőt még legalább három alkalommal (849, 848, 845) később is, uralkodása második felében jó kapcsolatokat ápolt az asszír uralkodókkal. Neve Nimrud uralkodói palotájában is feltűnik a fogadalmi ajándékokat – nagy valószínűséggel ajándéknak nevezett adót – átadók közt.
Irhuleni trónra lépésének ideje, elődjével való kapcsolata és i. e. 853 előtti tevékenysége ismeretlen. Nagyrészt az asszír évkönyvek adataira támaszkodhatunk. I. e. 853-ban azzal került a történelem színpadára, hogy a nyugati hadjáratra felvonuló asszír hadsereggel Aleppótól délre megütközött. Vereséget szenvedett ugyan az óriási túlerővel szemben, de a hamáti hadsereg lényeges veszteség nélkül vonult vissza. Ezzel megnyitotta az utat az asszírok előtt, akik elfoglalták és kifosztották Adennu, Parga és Ardana, sőt Hamát városát is. Irhuleni kihasználta az időt, amelyet az asszírok a főváros fosztogatására fordítottak, és mire Kinalua ellen indultak volna, félúton már az Irhuleni által összekovácsolt szíriai koalíció hadserege állta az útját. A szövetséget nyilván már korábban nyélbe ütötte, különben a kor körülményei között a koalíciós hadsereg felállítására ilyen rövid idő alatt nem lett volna lehetőség.
További két összecsapásról tudunk, amely Irhuleni idején Hamát és Asszíria között zajlott. I. e. 848-ban Szangarasz karkemisi, és Arame jahani király elfoglalta Hamát két városát, Astamakkut és Hamát Rabbáht. A választ 19 szíriai fejedelemség haderejéből álló, Irhuleni fia, Uratami és Hadad-Ezrá által vezetett sereg adta meg nekik. Szangarasz valószínűleg elesett (nem tűnik fel többet a forrásokban), Arame pedig két városát is elvesztette. Később azonban a Karkar mellett még szövetséges Hadad-Ezrával megromlott Hamát viszonya, Hamát és Damaszkusz között háború tört ki. Talán az ottani trónváltás miatt esett szét a szövetség, amikor Hazaél került trónra Damaszkuszban. Valószínűleg ez volt az oka a pálfordulásának, mivel Damaszkusz esküdt ellensége volt Asszíriának, így támogatást kaphatott a nagyhatalomtól. Hadad-Ezrá halálával kapcsolatban sok elmélet létezik, egyesek szerint Irhuleni keze is benne volt a merényletben, illetve Sulmánu-asarídu is érdekelt volt ebben, mivel így választhatta le egymásról Damaszkuszt és Hamátot. I. e. 841-ben Hazaél már egyedül nézett szembe az asszírokkal.
Irhuleni saját feliratai szerint templomokat épített Baálat istennőnek, sőt egy teljes várost is alapított a tiszteletére. Nem tudjuk, mikor halt meg. Fia, Uratami követte, aki azonos lehet azzal a Rudamuval, aki levelet írt Marduk-apla-uszurnak.